# اوبرشیکور
اوبرشیکور (به فرانسوی: Auberchicourt) یک کمون در فرانسه است که در canton of Douai-Sud واقع شده‌است. اوبرشیکور ۷٫۱۲ کیلومتر مربع مساحت دارد ۵۰ متر بالاتر از سطح دریا واقع شده‌است.